# Плавце
Плавце (пол. Pławce, нім. Klingenburg) — село в Польщі, у гміні Сьрода-Велькопольська Сьредського повіту Великопольського воєводства.
Населення — 421 особа (2011).
У 1975-1998 роках село належало до Познанського воєводства.

## Демографія
Демографічна структура станом на 31 березня 2011 року:
|          | Загалом | Допрацездатний вік | Працездатний вік | Постпрацездатний вік |
| -------- | ------- | ------------------ | ---------------- | -------------------- |
| Чоловіки | 216     | 42                 | 163              | 11                   |
| Жінки    | 205     | 33                 | 132              | 40                   |
| Разом    | 421     | 75                 | 295              | 51                   |